# Sigmund Haringer
Sigmund Haringer (Monaco di Baviera, 9 dicembre 1908 – 23 febbraio 1975) è stato un calciatore tedesco, di ruolo difensore.

## Palmarès

### Club

#### Competizioni nazionali
- Campionato tedesco: 1

Bayern Monaco: 1931-1932
- Coppa di Germania: 1

Norimberga: 1939